# Marché Bonsecours
Pour les articles homonymes, voir Bonsecours et Notre-Dame-de-Bonsecours.
Le marché Bonsecours est un ancien marché public de Montréal, au Québec situé dans le Vieux-Montréal. 

## Histoire
(juin 2025).

### Bâtiments précédents

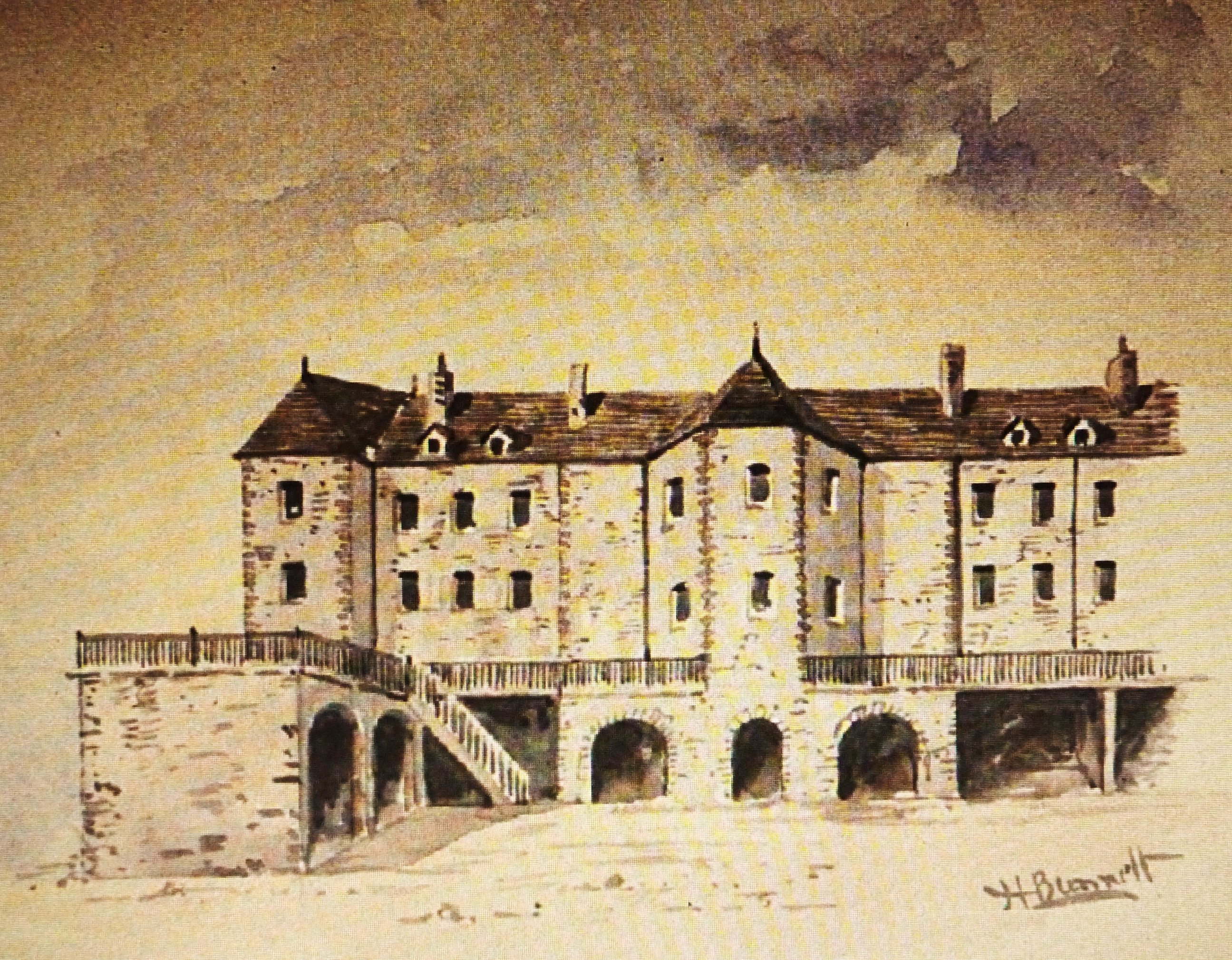
Résidence de Sir John Johnson, vue de la rue des Commissaires

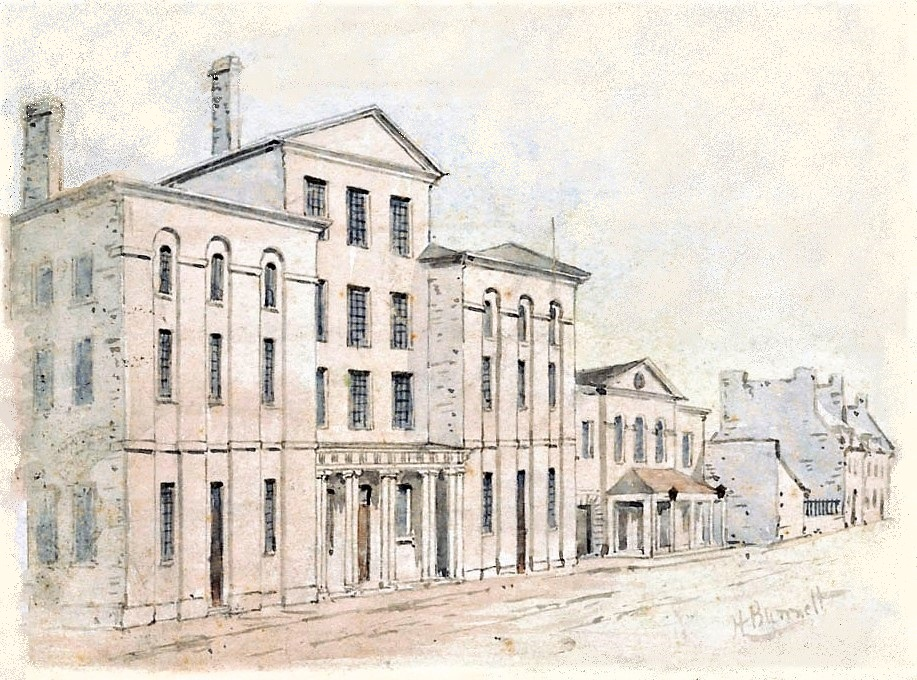
Mansion House et le Théâtre Royal

Le site fut originellement développé sous le régime français.   
La famille Le Moyne de Longueuil y possède une demeure vers la fin du 17e siècle. Celle-ci est vendue à Étienne Rocbert de La Morandière en 1737 et offerte en cadeau de mariage au chevalier Claude-Michel Bégon de La Cour, son gendre.   
À sa mort en 1748, son épouse Élisabeth Bégon loue la maison à François Bigot, dernier intendant de Nouvelle-France qui y habita à compter de 1749, jusqu'à son retour en France en 1760. C'est alors l'une des plus importantes maisons privées de Montréal.  
Sir John Johnson, ardent loyaliste et surintendant général et inspecteur général des Indiens des Six-Nations et de ceux de la province de Québec, acheta la résidence en 1796 et la revendit à John Molson en 1815. Ce brasseur et pionnier de la navigation à vapeur sur le Saint-Laurent, qui convoitait un accès au fleuve, y construisit même un quai. 
Molson agrandit et aménagea l'hôtel Mansion House. L'endroit devint vite le lieu de réunion du Beaver Club et reçut un dépôt de 7000 volumes par un « groupe de messieurs à l'esprit civique ».  
À la suite d'un incendie, Molson construit aussi le New Mansion House, ensuite appelé le British American Hotel, qui fut aussi incendié en 1833. 
À côté de Mansion House, Molson construit le Théâtre Royal de Montréal en 1925. Malgré un certain succès lors de la saison inaugurale, l'entreprise ne parvint pas à assurer sa rentabilité et la compagnie dut cesser ses activités en 1826. La salle devint le lieu privilégié pour accueillir les compagnies théâtrales étrangères qui passaient par Montréal. Le bâtiment fut démoli après la vente du terrain par le fils de Molson en 1844,.

### Un marché pour «prouver le bon goût et la libéralité des citoyens»

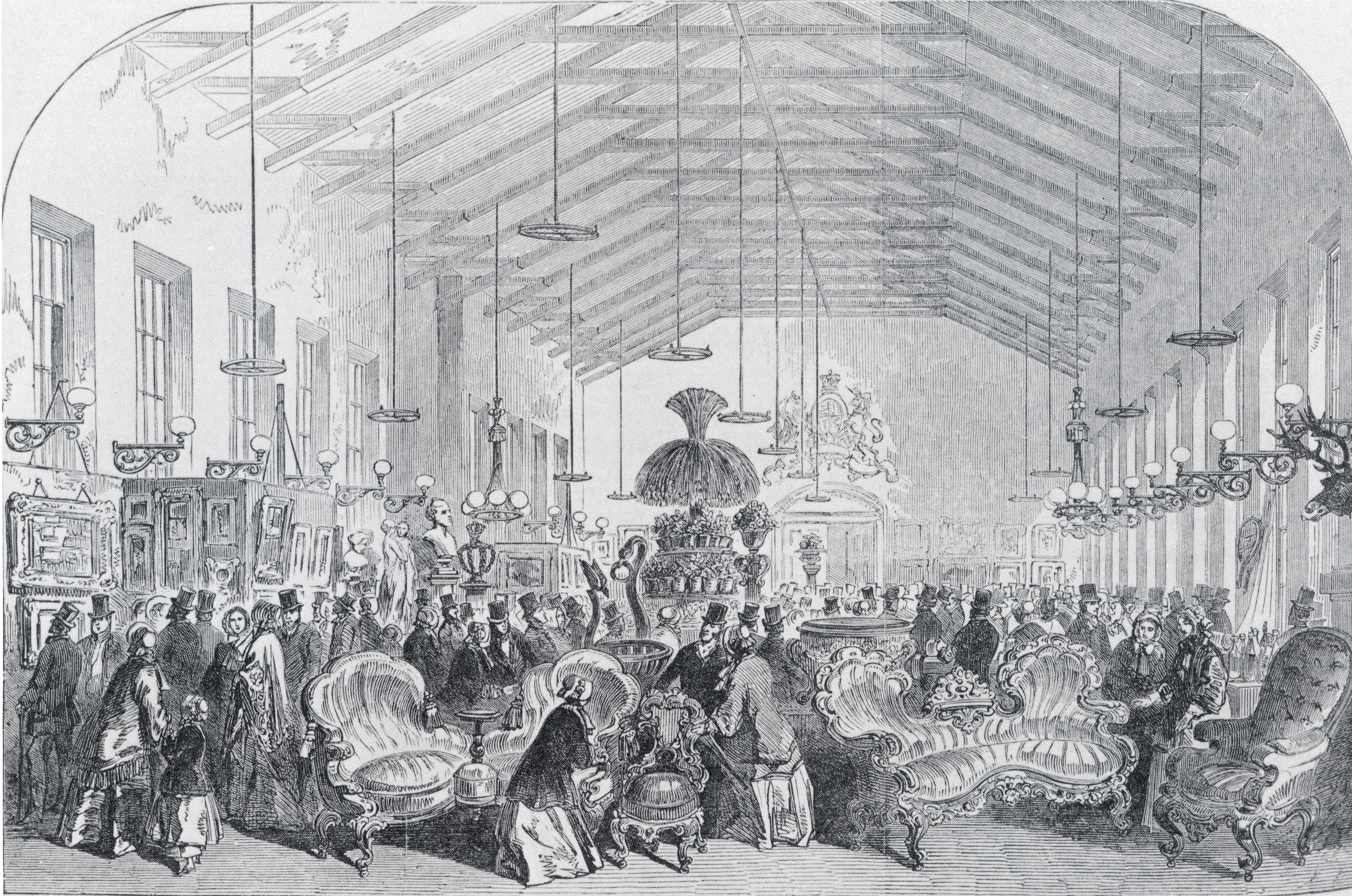
Exposition dans l'intérieur encore inachevé, salle nord, 1850

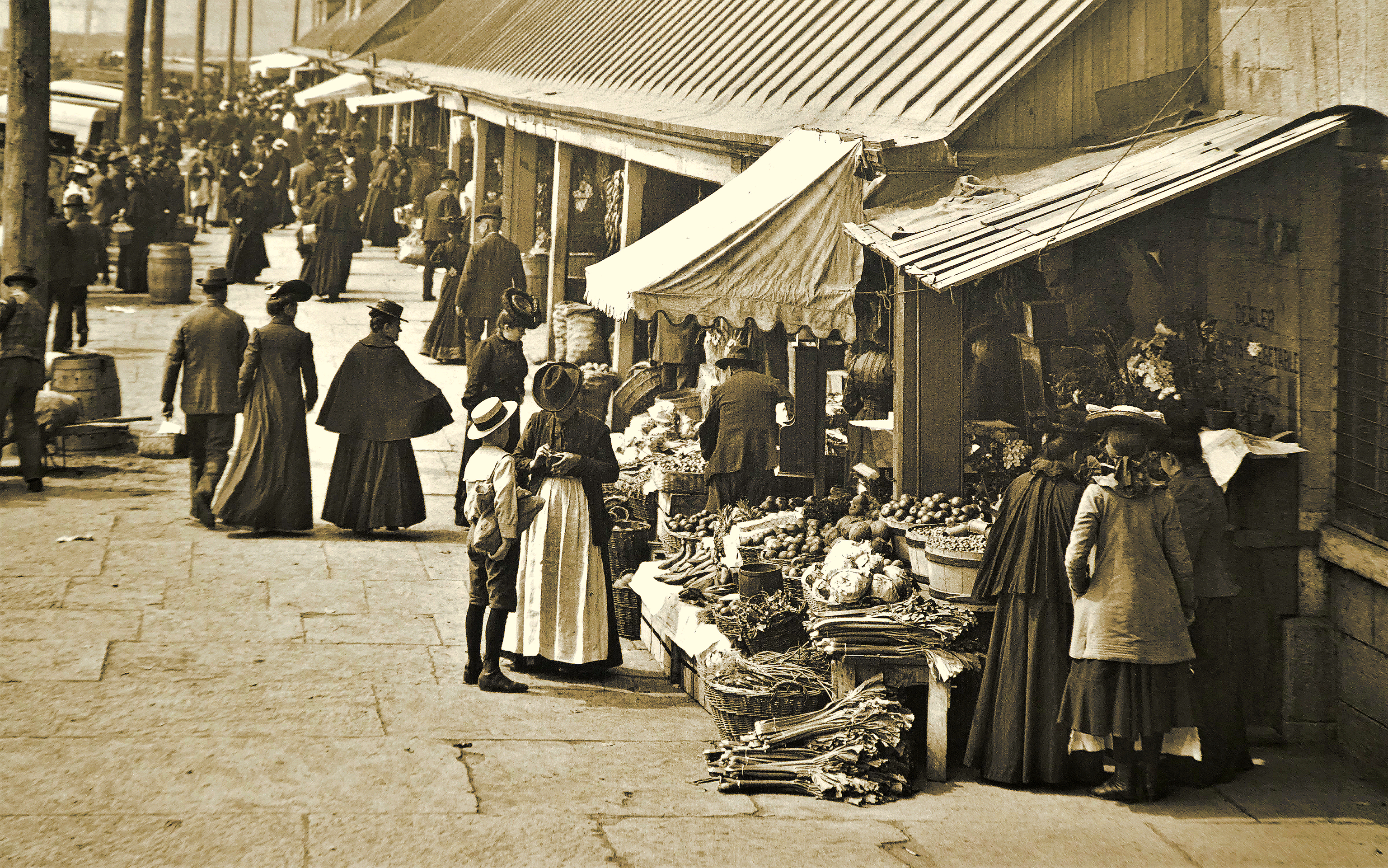
Vue de la rue des Commissaires, 1904

Les fils revendit le terrain à la Corporation de la Ville de Montréal qui servit à l'implantation du nouveau marché, dit « Bonsecours », dont la construction débuta en 1844 d'après les plans de William Footner. Destiné à remplacer le marché Sainte-Anne alors reconverti en parlement, le nouveau marché public fut inauguré en janvier 1847.  
Lorsque des émeutiers incendièrent le Parlement du marché Sainte-Anne le 25 avril 1849, qui logeait alors le Parlement du Canada-Uni, les députés siégèrent au marché Bonsecours, du 26 avril au 7 mai de la même année, avant d'être retransférés dans un bâtiment de la place Dalhousie.  
Les travaux d'aménagement intérieur, sous la direction de l'architecte George Browne (en), se poursuivirent jusqu'en 1852. À partir du 12 janvier 1852, le marché hébergea également le conseil municipal qui ne quitta l'édifice qu'en 1878, date de l'inauguration du nouvel hôtel de ville, sur la rue Notre-Dame. 
Selon les dires de Footner dans la présentation de son projet, Montréal devait avoir un monument qui soit « fondé pour prouver le bon goût et la libéralité des citoyens de Montréal ». Il fallait à tout prix « produire sur l'esprit du voyageur une grande idée de la beauté, et de l'importance de la ville florissante de Montréal », alors capitale de la Province du Canada.
Le marché Bonsecours est un marché public, un carrefour urbain. En d’autres mots, il s’agit d’un centre d’activités majeures et un lieu de rassemblement. C’est une halle et les halles sont associées à des fonctions de prestige et le lieu d’événements historiques. Par exemple, le marché Bonsecours avait une salle de concert à l’étage. L’édifice devient un symbole urbain du peuple. Après sa restauration, en 1964, il est utilisé par l’administration municipale. D’ailleurs, plusieurs marchés disposaient de salles de réunion aux conseils municipaux et comme salles de spectacle. Le marché Bonsecours n’est pas le seul, il y avait notamment le marché Jacques-Cartier de Québec, le marché public de Trois-Rivières et le marché de Saint-Hyacinthe. 
En 1976, un incendie détruisit la coupole du Marché.

## Aujourd'hui

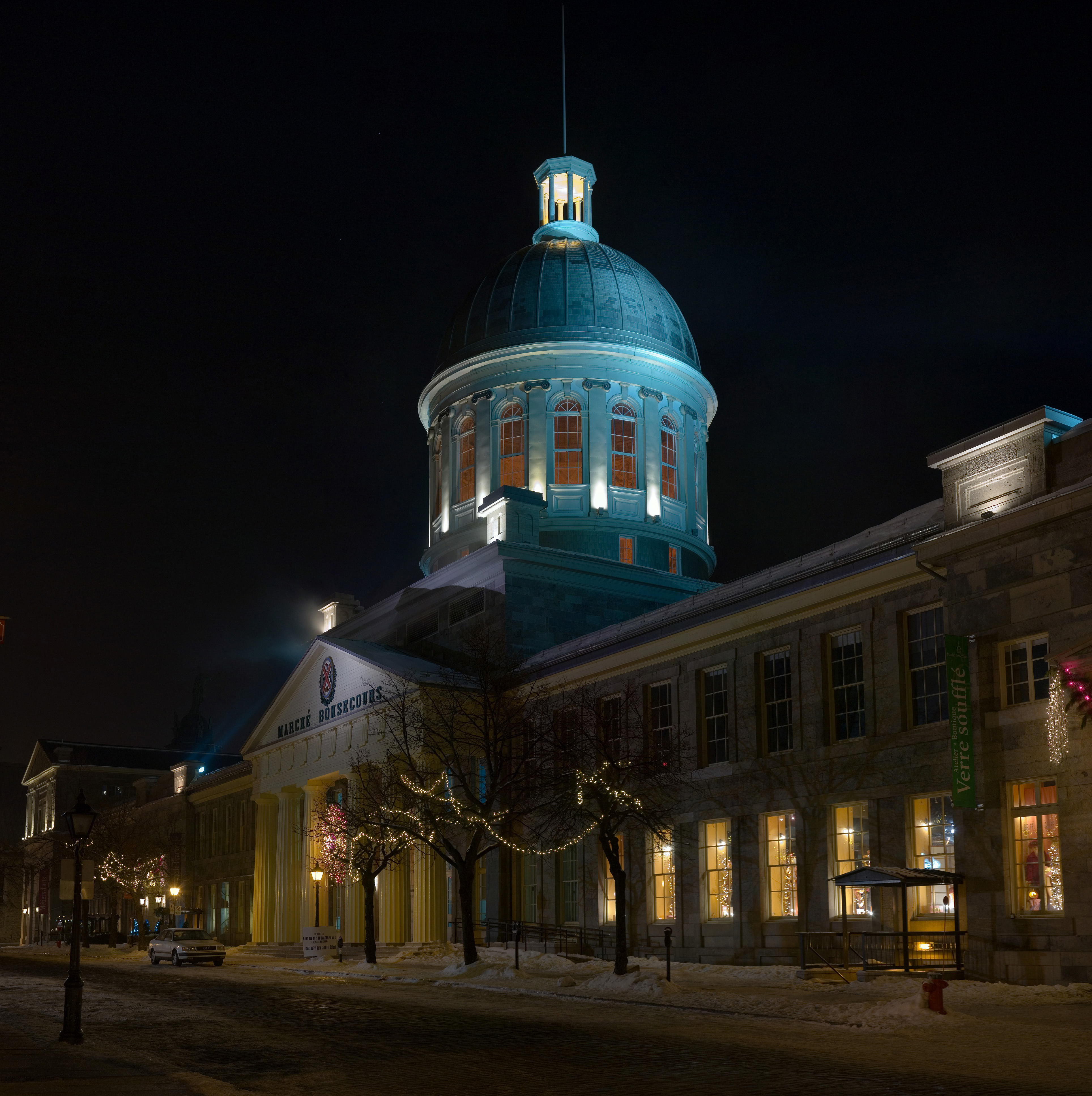
Vue de nuit

De nos jours, le marché est le siège du Conseil des métiers d'art du Québec et de l'Institut design de Montréal. Il abrite de nombreuses salles d'expositions, des restaurants et commerces. Le Marché Bonsecours est reconnu comme un lieu historique national du Canada en 1984. Il est considéré comme étant un des dix plus beaux édifices patrimoniaux du Canada. 
Au 19e et 20e siècles, le marché Bonsecours était connu pour sa diversité de commerces. Aujourd’hui, le marché Bonsecours a grand rôle dans les activités culturelles de la ville. Un des événements les plus populaires et de longue durée est le World Press Photo. 
En 2018, il s’agit de la 13e édition montréalaise du concours annuel le plus prestigieux de photographie professionnel. Parmi les panoplies d’activités qui prennent place au marché Bonsecours, il y a aussi le Festival Montreal Is Kizomba, des expositions d’artistes canadiens, des salons de bijoux, des salons de vins, des salons d’antiquités, La Grande Braderie de Mode Québécoise, Meastria, etc.
Afin de donner vie au Vieux-Montréal, le Marché Bonsecours est illuminé jusqu’à 1 h, comme l’hôtel de ville. Comme le disent Morel et Proulx, le dôme du Marché Bonsecours est devenu une véritable horloge urbaine. Elle a quatre couleurs différentes, qui alternent pour ponctuer tous les quarts d’heure, et un flash lumineux qui marque les heures.

## Héritage
Le 28 mai 1990, à l’occasion de la tenue à Montréal du 17e congrès de l’Union internationale des architectes, Poste Canada émettait un timbre en l’honneur du Marché Bonsecours, conçu par Raymond Bellemare. Ce timbre devenait ainsi le troisième de la série consacrée au patrimoine architectural du Canada. Au prix courant de 5,00 $, il possède une dentelure de 13.5, et a été imprimé par la British American Bank Note Company et la Canadian Bank Note Company, Limited.

## Accès
Le Marché Bonsecours est situé au 300-390 Saint-Paul Est, le bâtiment porte aussi le numéro civique 300-395 rue de la Commune Est qui est en fait la façade secondaire. Les façades latérales qui se trouvent sur la rue Bonsecours et sur la rue du Marché-Bonsecours sont, quant à elles, sans numéro civique.

## Images

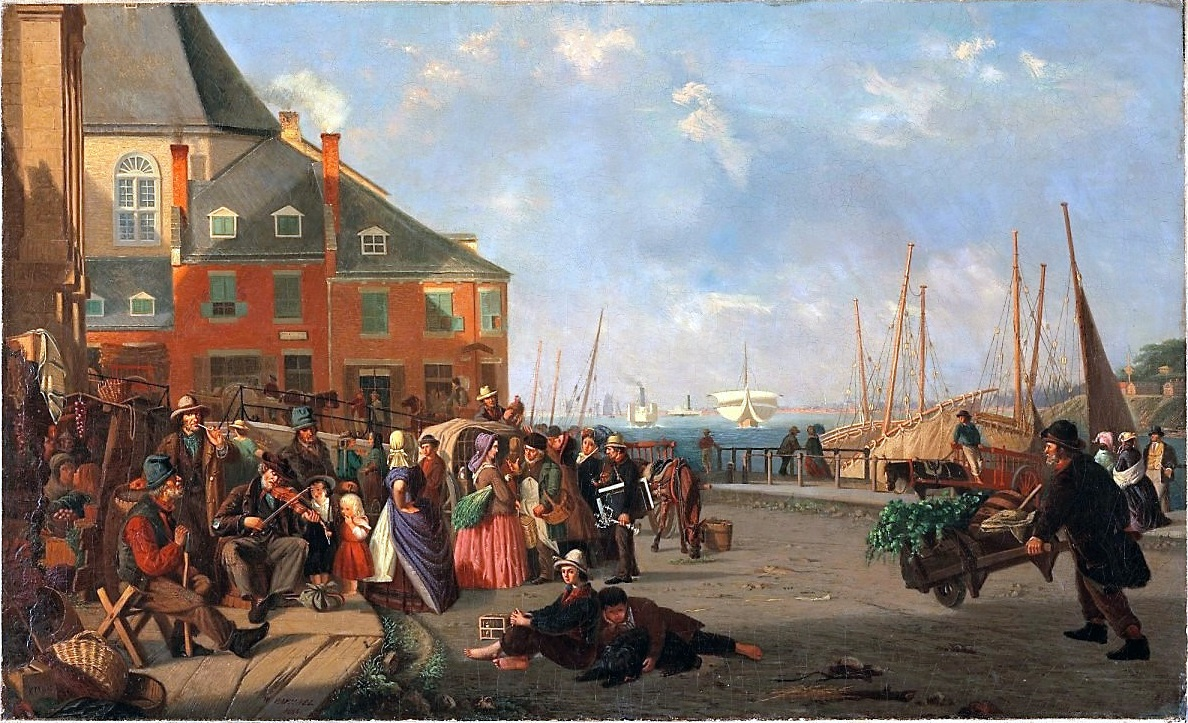
Derrière le marché Bonsecours
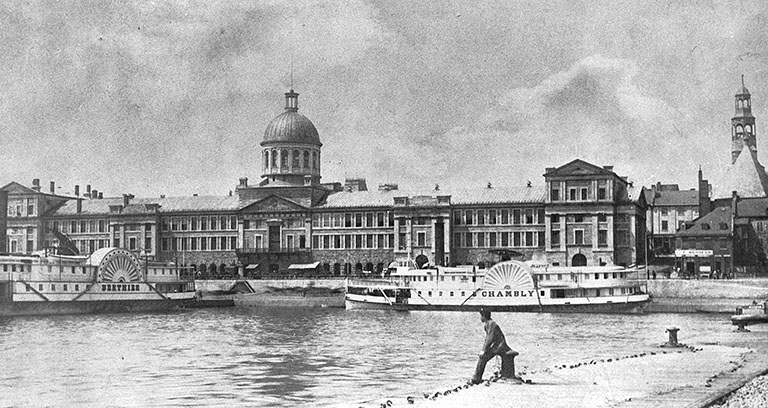
Marché Bonsecours et quais, vers 1870
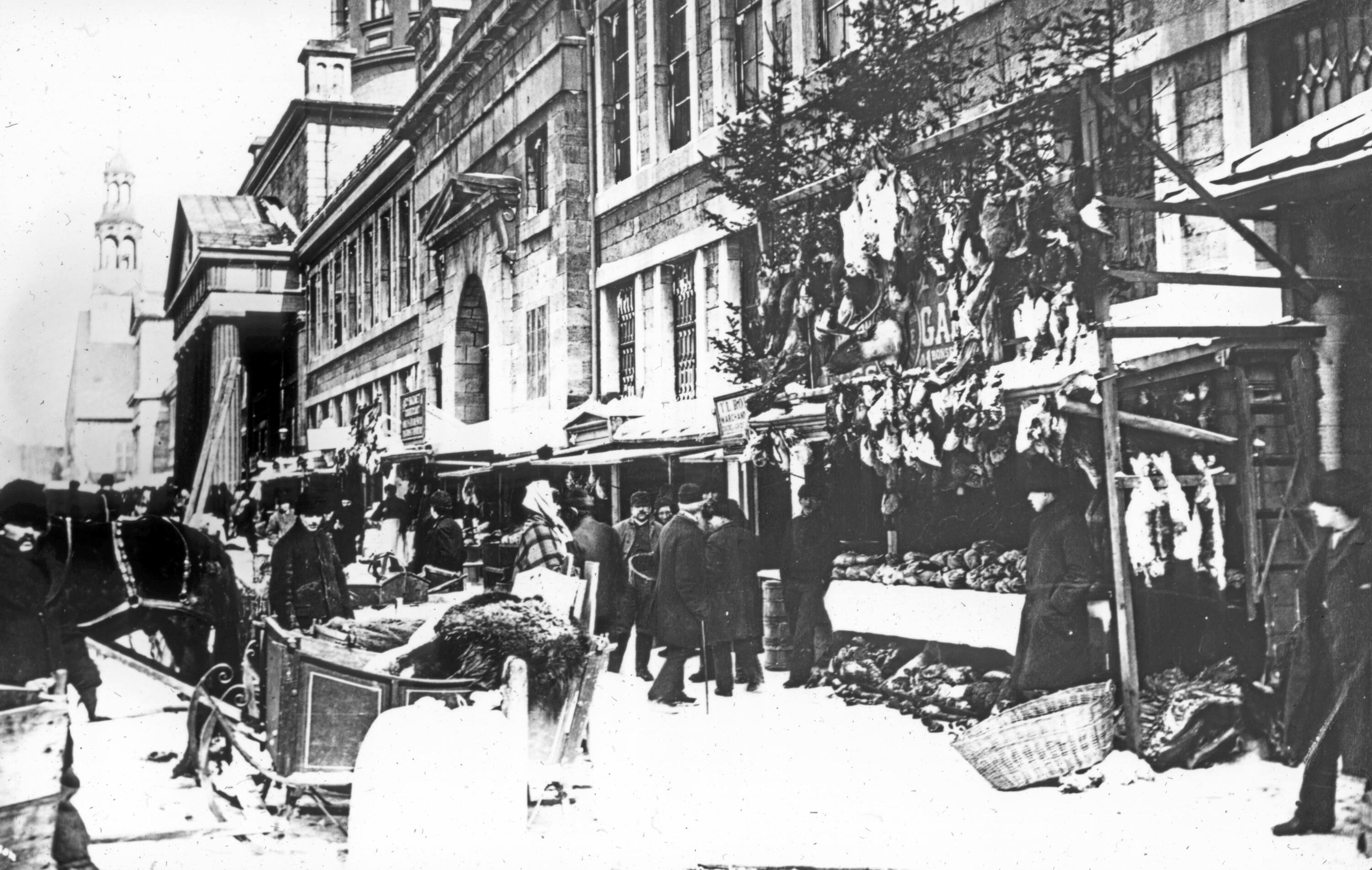
Le marché la veille de Noël en 1884
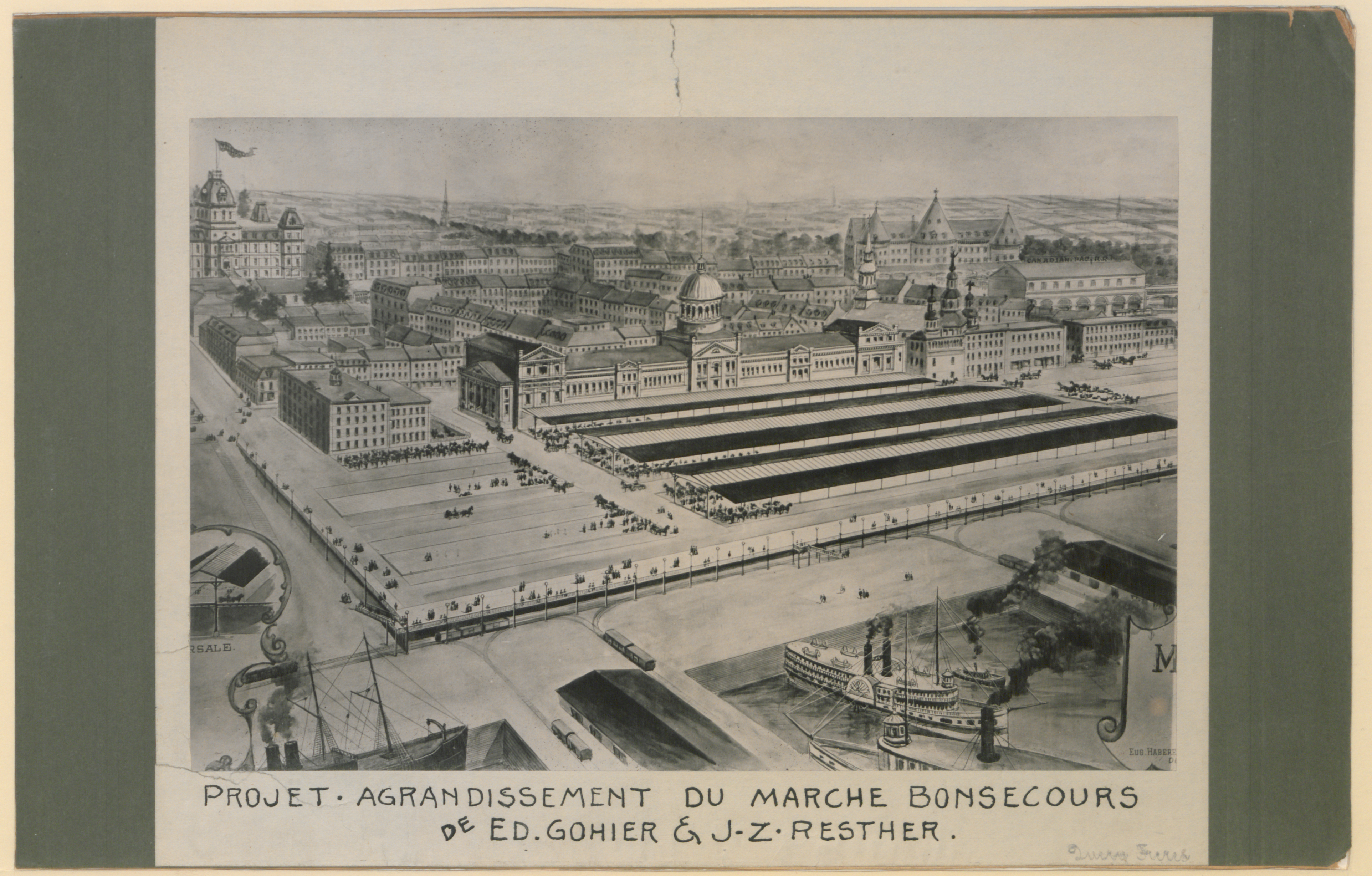
Le projet d'agrandissement du marché
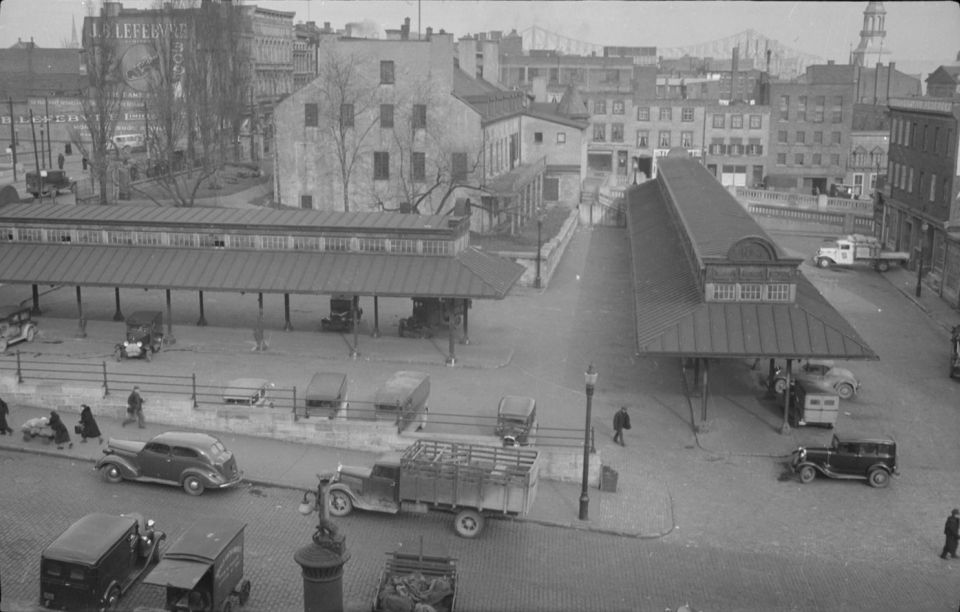
La place du marché en 1937
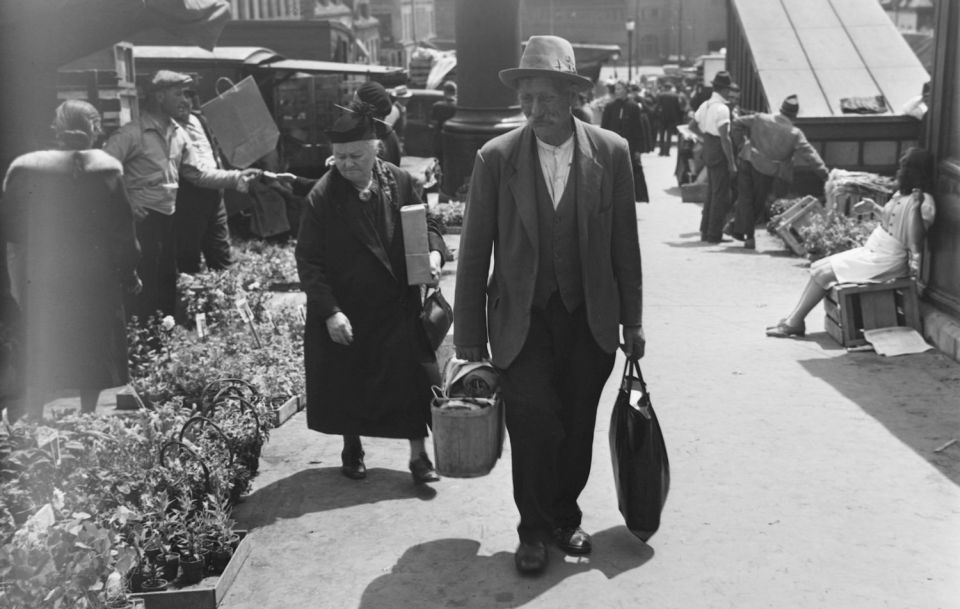
La place du marché Bonsecours
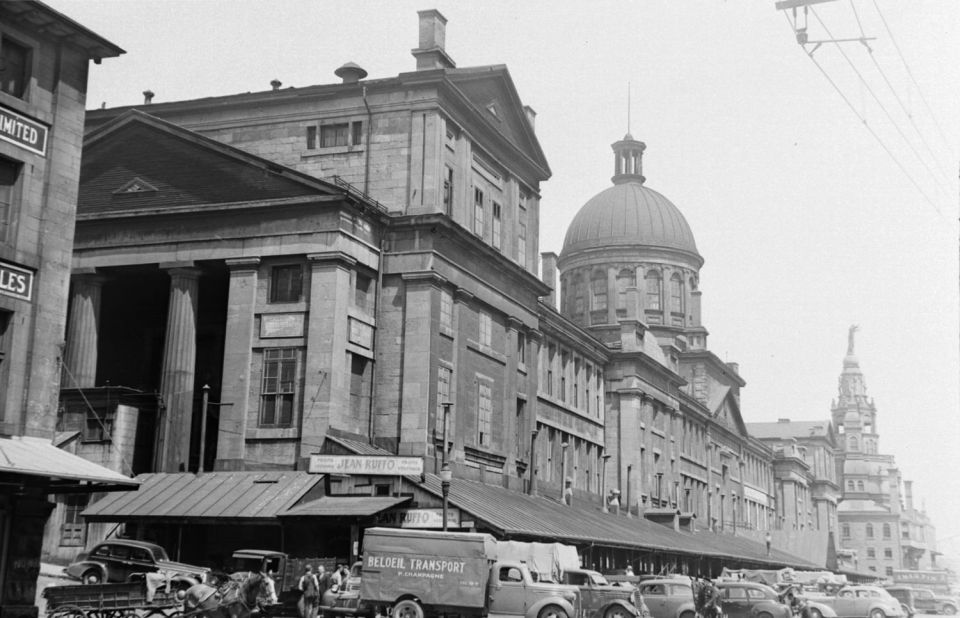
Le marché en 1940
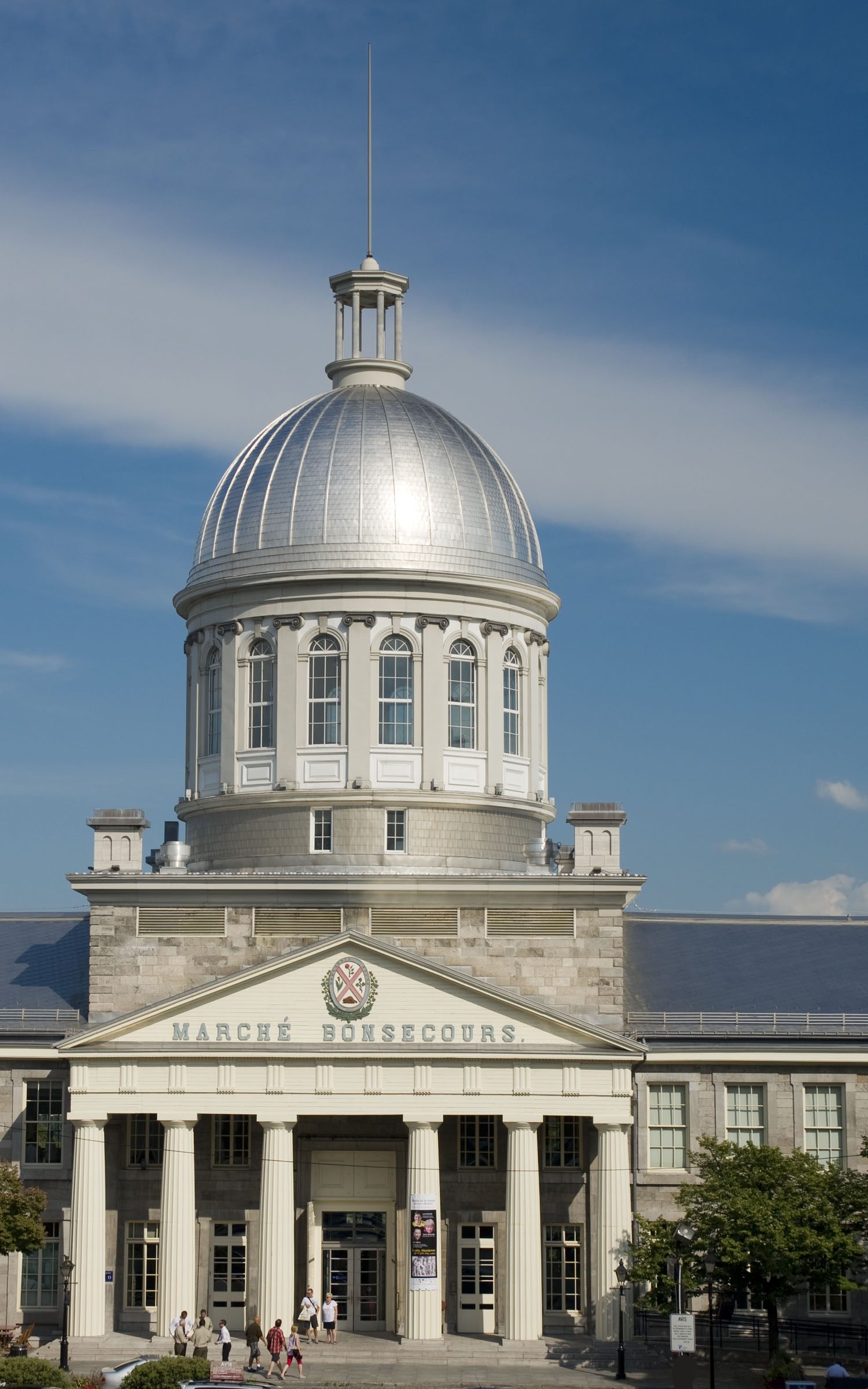
Façade nord
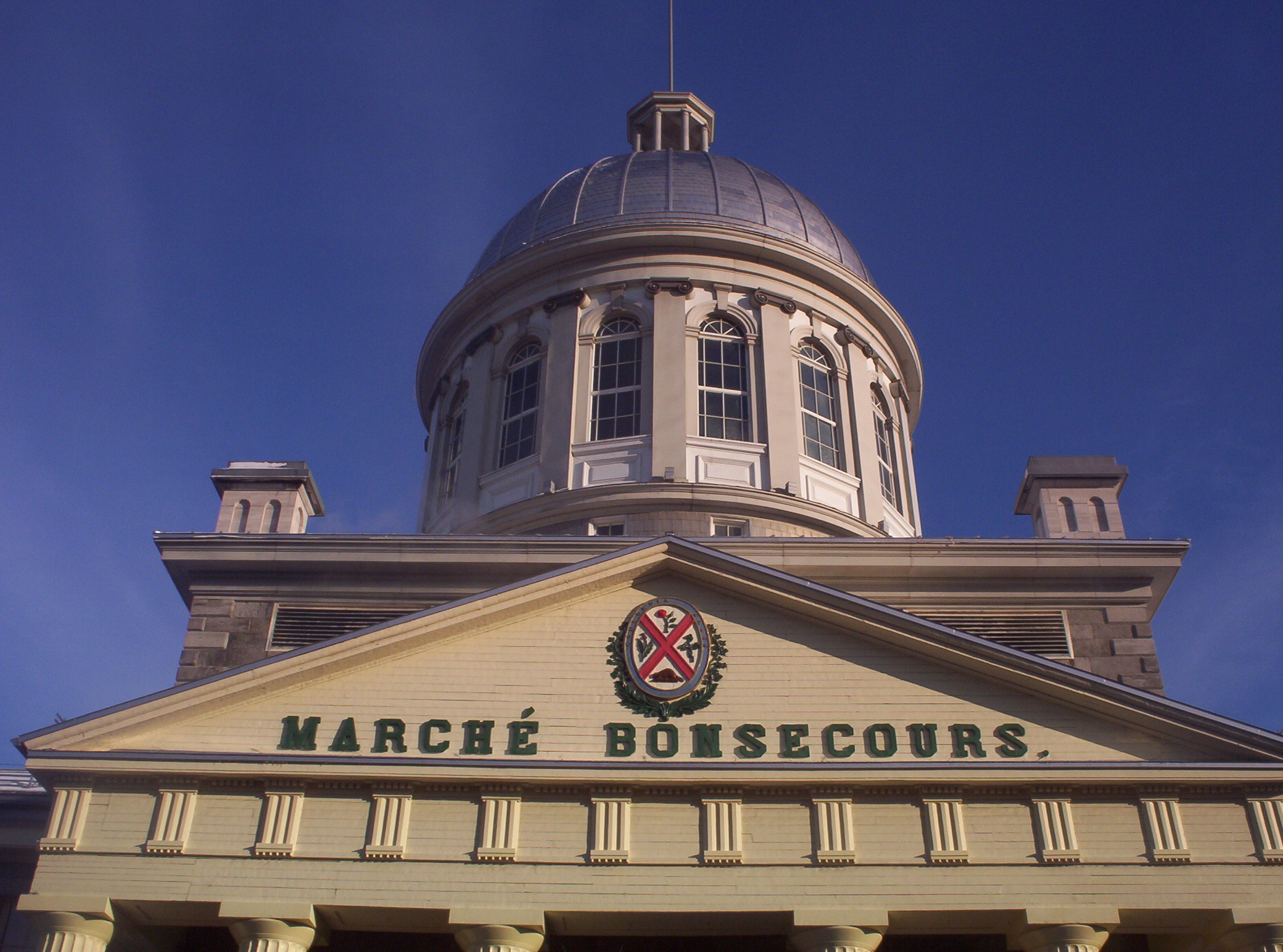
Façade nord
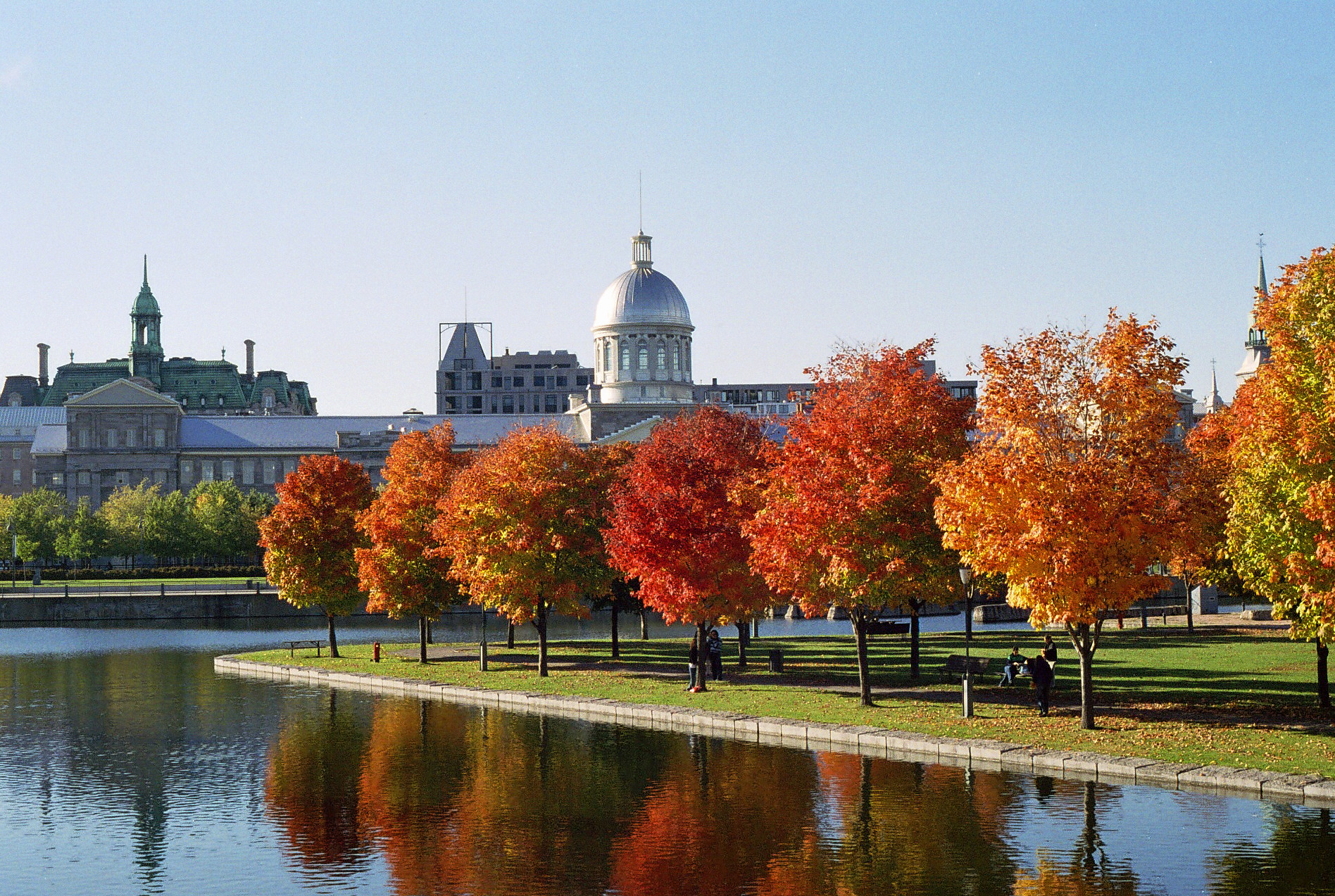
Scène d'automne
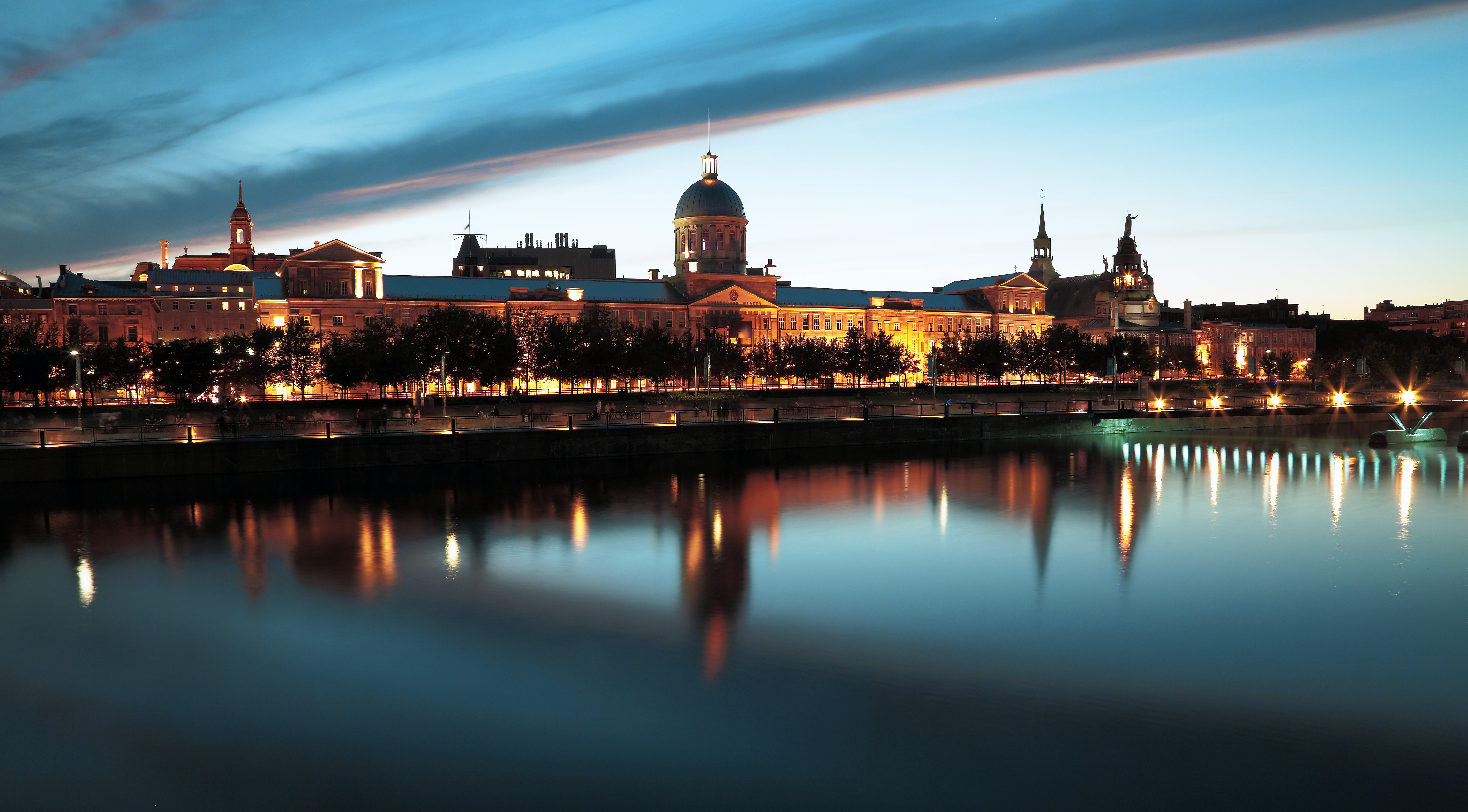
Scène de nuit